# بلدهو (كورنوال)
بلدهو (بالإنجليزية: Baldhu)‏ هي قرية و أبرشية مدنية تقع في المملكة المتحدة في كورنوال.